# Çeltikdüzü, Yusufeli
Çeltikdüzü là một xã thuộc huyện Yusufeli, tỉnh Artvin, Thổ Nhĩ Kỳ. Dân số thời điểm năm 2010 là 415 người.